# Ingemar Somberg
Ingemar Somberg, född Johansson 1924 i Kisa, död 2002 i Junsele, var en svensk frivillig i Waffen-SS. Han erhöll så småningom graden SS-Unterscharführer.
Somberg var redan som barn intresserad av vapenteknologi och fick i tonåren en praktikplats på Skodaverken i Böhmen. Han ansökte till Waffen-SS 1940 och deltog senare i Operation Barbarossa. 
Han tjänstgjorde först i Division Wiking innan han överfördes till Division Nordland. Där tjänstgjorde han som vapentekniker i AA11:s verkstadspluton innan han i september 1944 deserterade tillsammans med Sven Alm och Markus Ledin. Efter att deras fordon (antagligen en SdKfz 250 eller SdKfz 251) fått motorproblem fann de sig själva bakom fiendens linjer. Efter att ha reparerat sitt fordon åkte de under tre nätter öster mot den estniska kusten. Till slut nådde de fram till en liten fiskeby, där de anföll och bekämpade en mindre grupp med sovjetiska soldater. De tog sig sedan tillsammans med några flyktingar över havet till Finland med en gammal fiskebåt. De arresterades av finsk militär, men när Ledin och Alm visat sina finska tapperhetsmedaljer släpptes de och kunde fortsätta hem till Sverige.